# Iluminación de estado sólido
La iluminación de estado sólido (solid-state lighting) se refiere a un tipo de iluminación en la que se emplean dispositivos como diodos emisores de luz (LED), diodos emisores de luz orgánicos (OLED) o diodos emisores de luz basados en polímeros (PLED), como fuente de iluminación, en oposición a los sistemas que utilizan filamentos o gases. El término «sólido» hace referencia al hecho de que la luz de un dispositivo de estado sólido es emitida por un objeto sólido (generalmente un semiconductor) frente a los tubos de vacío o de gas, donde la luz es emitida por un elemento en otro estado o interviene un elemento en otro estado; este es el caso de las lámparas fluorescentes y las bombillas incandescentes, utilizadas tradicionalmente en la iluminación. 
Los dispositivos que utilizan la Iluminación de estado sólido pueden conseguir luz con un menor calentamiento y una mayor eficiencia energética. Además, el estado sólido permite lograr dispositivos de mayor resistencia y fiabilidad ante diferentes condiciones de operación, lo que presenta numerosas ventajas en los sistemas de iluminación críticos.

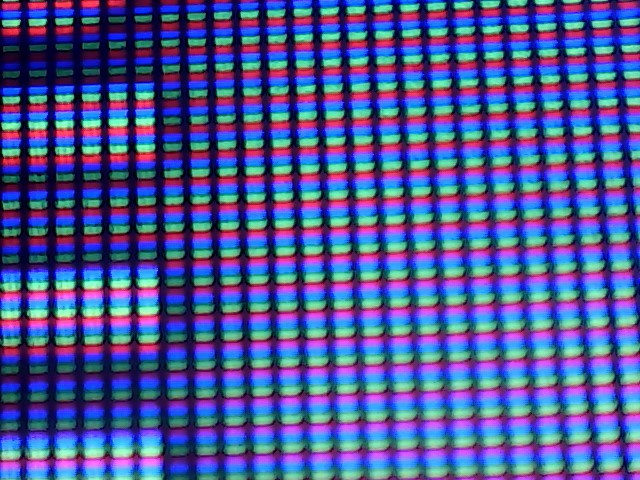
Fotos sacadas con microscopio electrónico

Ejemplos de dispositivos que utilizan la Iluminación de estado sólido son las lámparas de LED.

#### Definición de LED
LED, Lighting Emitting Diode o diodo emisor de luz, es un dispositivo semiconductor que transforma directamente la energía eléctrica en luz mediante electroluminiscencia. La robustez, una larga duración y una elevada eficacia luminosa con un potencial de incremento adicional son propiedades destacadas de los LED.
Los LED son considerados un tipo de iluminación en estado sólido (SSL, Solid State Lighting) así como los OLED (Organic Light Emitting Diodes) y los PLED (Polymer Light Emitting Diodes). Recientemente, han aparecido los PLET.
El término «estado sólido» se refiere comúnmente a la luz emitida por electro luminiscencia de estado sólido, a diferencia de bombillas incandescente (que utilizan la radiación térmica) o tubos fluorescentes. En comparación con la iluminación incandescente, SSL crea luz visible con la menor generación de calor o disipación de energía parasitaria. El más común led «blanco» convierte la luz azul de un dispositivo de estado sólido a un espectro de luz blanca mediante fotoluminiscencia, el mismo principio utilizado en los tubos fluorescentes convencionales.

#### ¿Cómo está construido un LED?
El tipo básico de LED (Light Emitting Diode) es un diodo compuesto por la superposición de varias capas de material semiconductor que emite luz en una longitud de onda (en colores) cuando es polarizado correctamente. Este dispositivo permite el paso de la corriente en una única dirección. El diodo y su correspondiente circuito eléctrico se encapsulan en una carcasa-base, de resina epoxi o cerámica según las diferentes tecnologías. Este encapsulado consiste en una especie cubierta sobre el dispositivo. En el interior de este encapsulado se pueden contener uno o varios LED (a este último caso se le denomina tecnología multichip).

#### Emisión de la Luz
Los diodos luminiscentes o emisores de luz, LED, se caracterizan por una duración de vida muy larga, resistencia a los impactos y un bajo consumo energético. Al ser regulados, el color de luz se mantiene constante. Al conectarlos a red, necesitamos equipos auxiliares para obtener la corriente de servicio correcta. La fuente de luz puntual permite dirigir la luz con toda exactitud. El encapsulado del diodo con material sintético cumple con las funciones de protección y de lente. La potencia de la radiación del LED disminuye al aumentar la temperatura. Por ello es importante contar con una buena disipación del calor durante el funcionamiento. Conviene evitar que los rayos solares incidan directamente, e igualmente que el montaje se efectúe en las proximidades de otras fuentes de calor.

#### Temperatura de funcionamiento del LED
El funcionamiento del led es aparentemente muy simple, pero esta corriente que produce choques de electrones también libera energía en forma de calor, mayor cuanto mayor sea la corriente, y este deberá ser disipado porque es el principal enemigo del funcionamiento óptimo, y puede acortar la vida útil del diodo LED.

#### Tipo de luz que emite un LED
La temperatura de color se mide en kelvin (K) y se refiere al nivel de calor necesario para hacer que un supuesto «cuerpo negro» aparezca en el mismo color. Cuando decimos que una lámpara tiene una temperatura de color de 3000 K, significa que un trozo de metal «cuerpo negro» tendría que ser calentado a 3000 K para producir el mismo color que la lámpara. Pero si este pedazo de metal se calienta a 4100 K, produciría entonces una luz más blanca. Por comparación, la luz solar directa tiene un valor de 5300 K, mientras que la luz del día filtrada a través de las nubes tiene valores de 6000 K o más.
El rendimiento de color es una característica importante en la calidad de la luz. Dependiendo del uso, la luz artificial debe mostrar los objetos en una luz lo más natural posible. Una fuente de luz que contiene toda la gama de colores (Ra=100) hace que los colores de elementos iluminados aparezcan naturales.
Añadiendo fósforo a un LED azul se obtiene luz blanca, y en función de la cantidad de fósforos y el tipo de estos, se consigue que la luz blanca sea más o menos fría, o sea, con más o menos temperatura de color. De esta manera se pueden conseguir LED de luz blanca con temperaturas de 6000 K (luz fría), 5000 K, 4000 K, 3000 K o incluso de 2700 K (luz cálida).
Otra forma de obtener luz blanca es utilizando la tecnología RGB (Red, Green, & Blue), es decir, mediante la utilización de LED multichips que incorporan un chip rojo, otro verde y otro azul, de forma que la luz resultante de sumar los tres colores sea una luz blanca con diferentes tonalidades.

Normalmente, se general la luz blanca a partir del LED de color azul, o incluso ultravioleta, a los que se añaden una serie de fósforos (materiales inorgánicos sólidos que muestran luminiscencia gracias a los llamados activadores) en el encapsulado que absorben la radiación ultravioleta y emiten luz blanca en frecuencias visibles, en un proceso muy similar al que se produce en las lámparas de fluorescencia. El método más generalizado usa el LED con un compuesto de Indio-Galio-Nitride (InGaN) y una capa de fósforo para crear luz blanca.

#### Beneficios de la tecnología LED
Ya se han instalado satisfactoriamente aplicaciones de iluminación en sectores residenciales, comerciales e industriales en todo el mundo. Los beneficios que trae la tecnología de LED para la iluminación son: 
• Menor consumo de energía: Un LED demanda menos potencia para producir la misma cantidad de luz, por ejemplo, una bombilla incandescente de 100 W con filtro rojo produce 1 W de luz roja (como en un semáforo), mientras que, para generar la misma cantidad de luz roja, un LED sólo requiere 12 W; es decir, tiene una mayor eficiencia energética.
• Menos riesgo eléctrico: Los LED generalmente se alimentan con bajas tensiones de corriente continua, reduciendo al mínimo los posibles riesgos de electrocución. 
• Mayor velocidad de conmutación (encendido y re-encendido): El LED tiene una respuesta de funcionamiento mucho más rápida que la de las lámparas de tipo halógeno o fluorescente, la diferencia es del orden de los microsegundos. 
• Mejor continuidad de operación: El sistema LED tiene mejor respuesta a posibles variaciones en la alimentación, pues al carecer de filamento luminiscente, se evitan los cambios de luminosidad y su posible rotura. 
• Mayor duración: La vida útil de un LED es más larga en comparación con los sistemas de iluminación tradicionales. 
• Manejo del color: Los sistemas LED tienen la ventaja de que permiten el control del color; por ejemplo, asegurando una tonalidad de luz específica.

#### Tecnología OLED
Un dispositivo orgánico emisor de luz (OLED) consiste en una capa muy fina (unos 100 nm) de material orgánico insertada entre dos electrodos de metales diferentes. Uno de estos metales tiene una función de trabajo muy alta para facilitar la inyección de huecos (el ánodo), y el otro una función de trabajo muy baja para favorecer la inyección de electrones (el cátodo). La inyección se facilita con capas adicionales de transporte, que realizan una función de bloqueo. Los electrones inyectados por el cátodo y los huecos que entran por el ánodo avanzan conducidos por un campo eléctrico hasta la capa emisiva, donde forman excitones y recombinan emitiendo luz.